# Балышева
Балышева — деревня в Киренском районе Иркутской области. Входит в Макаровское муниципальное образование.
Находится на левом берегу реки Лена, напротив центра сельского поселения, села Макарово.

## Население
| 2002 | 2010 | 2011 | 2012 |
| ---- | ---- | ---- | ---- |
| 18   | ↘10  | →10  | ↘9   |